# Jacob B. Winslow

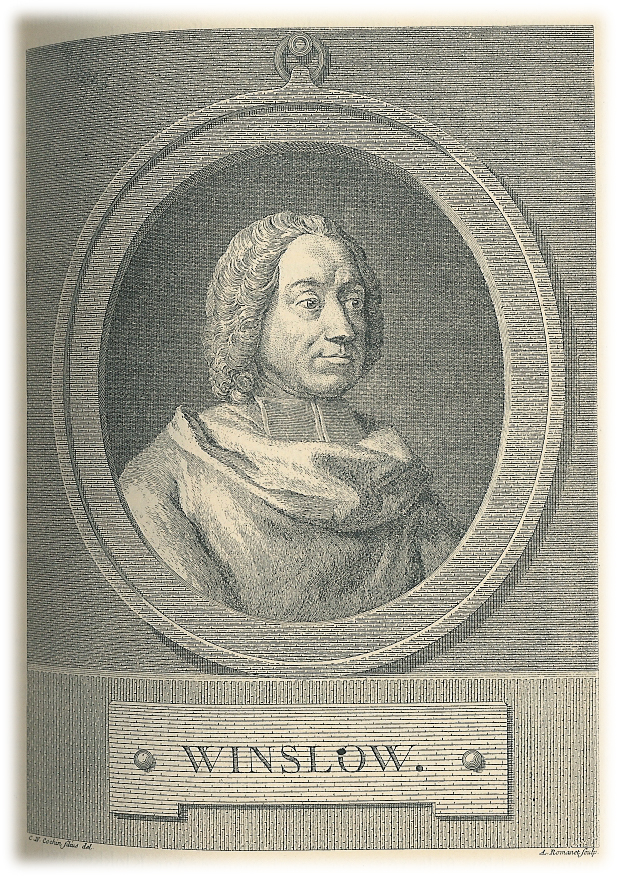
Jacob B. Winslow.

Jacob Benignus Winsløw, còn được gọi là Jacques-Bénigne Winslow (17 tháng 4 năm 1669 - 3 tháng 4 năm 1760), là một nhà giải phẫu người Pháp gốc Đan Mạch.

## Tiểu sử
Winsløw sinh ra ở Odense, Đan Mạch. Sau đó, ông trở thành học trò và người kế vị của Guichard Joseph Duverney, cũng như một người cải đạo sang Công giáo, nhập tịch vào Pháp, và cuối cùng trở thành giáo sư giải phẫu tại Jardin du Roi ở Paris.
Ông vô cùng ngưỡng mộ Đức cha Jacques-Bénigne Bossuet, nhà truyền giáo nổi tiếng, người đã thuyết phục ông đổi đạo, và đổi tên của ông sang tên của Bossuet.
Winsløw qua đời ở Paris.

## Tác phẩm
Tác phẩm chính của ông, với nhiều bản dịch, là Exposition anatomique de la structure du corps humain, xuất bản năm 1732. Giải thích về cấu trúc cơ thể người của ông được chú ý vì nó không chỉ là chuyên luận đầu tiên về giải phẫu mô tả, giải thích các chi tiết sinh lý và giải thích giả thuyết xa lạ với chủ đề, mà còn là một mô tả gần gũi từ các đối tượng thực tế, mà không tham khảo các tác phẩm của các nhà giải phẫu trước đây. Cũng trong khoảng thời gian William Cheselden ở London, Alexander Monro đầu tiên ở Edinburgh và Bernhard Siegfried Albinus ở Leiden, được đóng góp bởi một số chuyên luận của họ để giải phẫu vẫn chính xác hơn như một khoa học mô tả. Osteographia của đề cập đầu tiên được sử dụng nhiều trong việc hướng sự chú ý vào nghiên cứu về bộ xương và các thay đổi bệnh tật mà thường xảy ra.
Ông giải quyết câu hỏi về các dấu hiệu chắc chắn của cái chết.